# يصهار
بحسب العهد القديم، يصهار، هو ابن قهات وحفيد لاوي، وهو شقيق عمرام وعم هارون ومريم وموسى، وشقيق حبرون، وعزيئيل. وهو والد قارون (قورح)، وَنَافَجُ وَذِكْرِي. هو من أجداد سبط اللاويين.
ذكر يصهار مرتين بين أبناء قهات في سفر الخروج. إلا أنه هناك تناقض مع سفر أخبار الأيام الأول الإصحاح 6: 22 الذي يُصرح لاحقًا أنه هناك ابن لقهات (لم يذكر سابقًا) اسمه عَمِّينَادَابُ وأنه هو والد قورح.